# Impasse du 49-Faubourg-Saint-Martin
Impasse du 49-Faubourg-Saint-Martin, även benämnd Impasse du Quarante-Neuf Faubourg Saint-Martin, är en återvändsgata i Quartier de la Porte-Saint-Martin i Paris tionde arrondissement. Gatan är uppkallad efter Rue du Faubourg-Saint-Martin. Impasse du 49-Faubourg-Saint-Martin börjar vid Rue du Faubourg-Saint-Martin 49.

## Omgivningar
- Saint-Laurent
- Impasse Martini
- Passage Brady

## Bilder
| - Gatuskylt. - Saint-Laurent. |

## Kommunikationer
- Tunnelbana – linje  – Château d'Eau
- Busshållplats Château d'Eau – Paris bussnät

### Webbkällor
- ”Impasse du Quarante-Neuf Faubourg Saint-Martin”. Mairie de Paris. https://web.archive.org/web/20160303191129/http://www.v2asp.paris.fr/commun/v2asp/v2/nomenclature_voies/Voieactu/2960.nom.htm. Läst 29 november 2023.
- ”Impasse du Quarante-Neuf-Faubourg-Saint-Martin (10ème arrondissement)”. Les rues de Paris. https://web.archive.org/web/20160409123800/http://www.parisrues.com/rues10/paris-10-impasse-du-quarante-neuf-faubourg-saint-martin.html. Läst 29 november 2023.